# Allianz Stadium (Sydney)
Allianz Stadium (wcześniej znany jako Aussie Stadium i Sydney Football Stadium) – stadion sportowy położony w Moore Park w Sydney. Stadion został zbudowany w 1988 roku.
Mecze na tym obiekcie rozgrywają cztery drużyny:
- Sydney Roosters (1988 – nadal)
- New South Wales Waratahs (1996 – nadal)
- Sydney FC (2005 – nadal)
- Wests Tigers (2009 – nadal)

W latach 1988–1999 oraz 2002–2005 mecze na tym obiekcie rozgrywała drużyna South Sydney Rabbitohs.
Rekord frekwencji padł w 1993 podczas eliminacji do Mistrzostw Świata w 1994. Wówczas na mecz Australia – Argentyna przyszło 43967 kibiców.

## Galeria

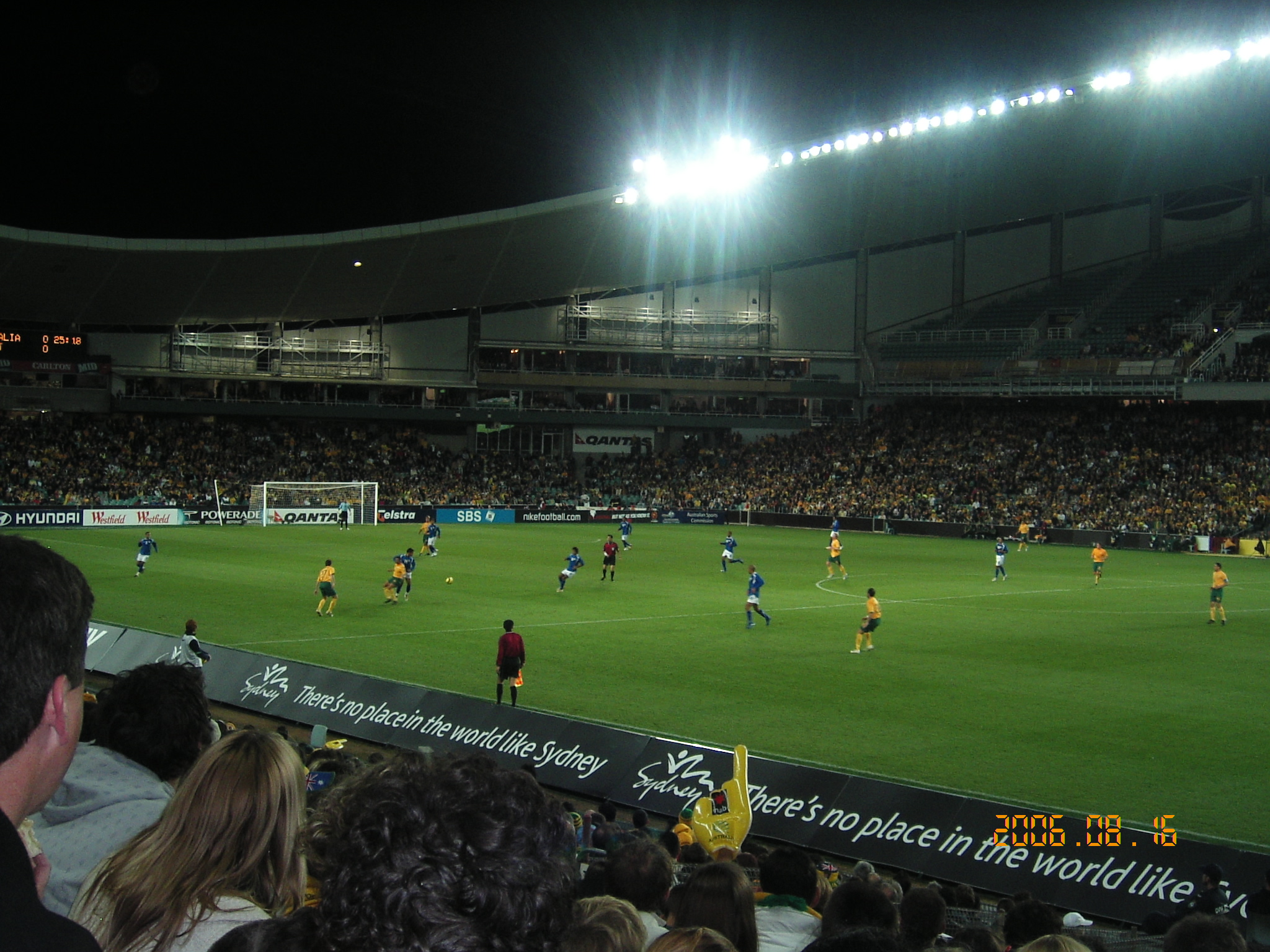
Drużyna football-owa Australii grająca przeciwko Kuwejtowi
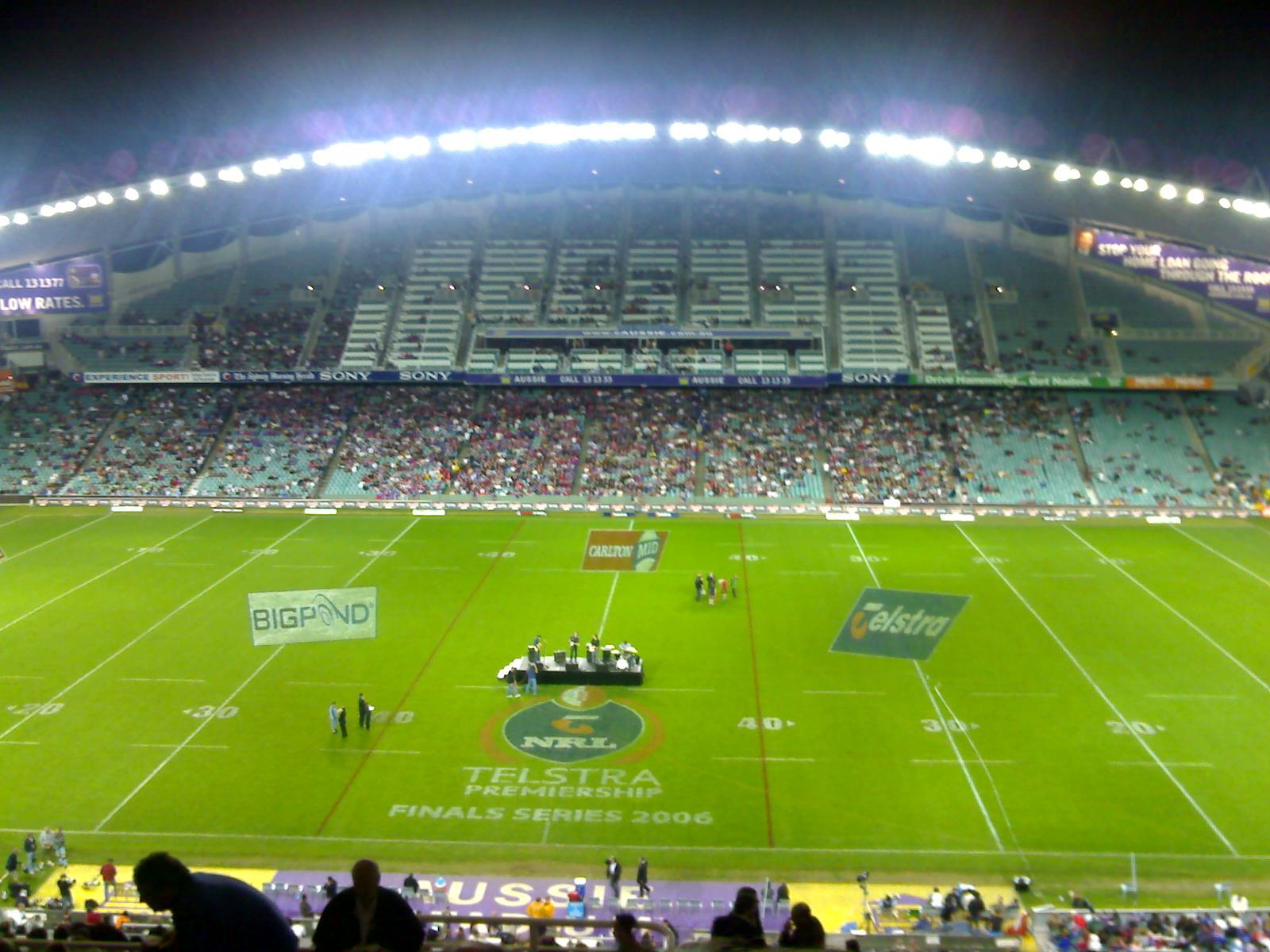
Finały rozgrywek NRL w 2006
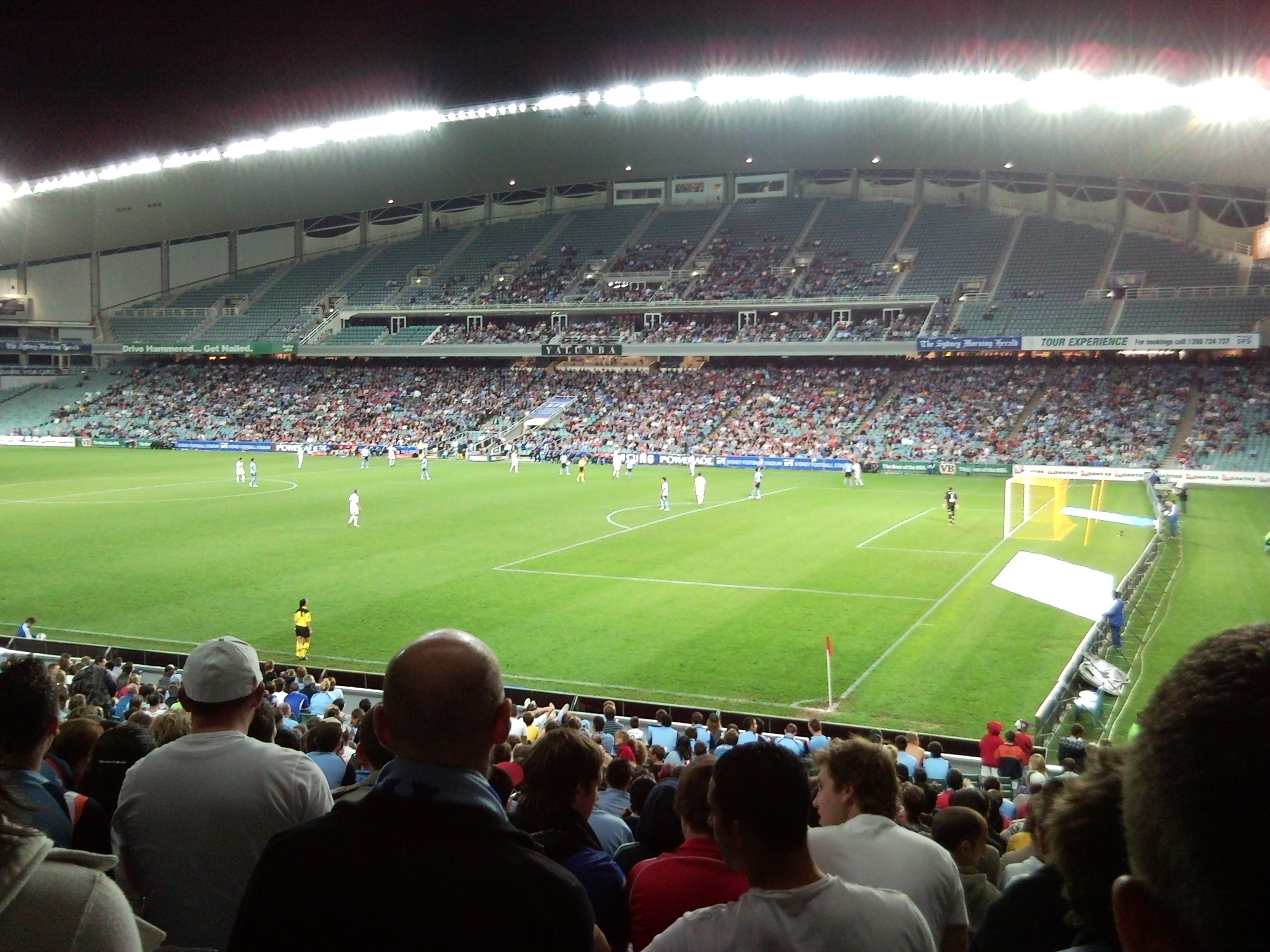
Drużyna SydneyFC grająca przeciwko North Queensland Fury w rundzie 7 ligi A
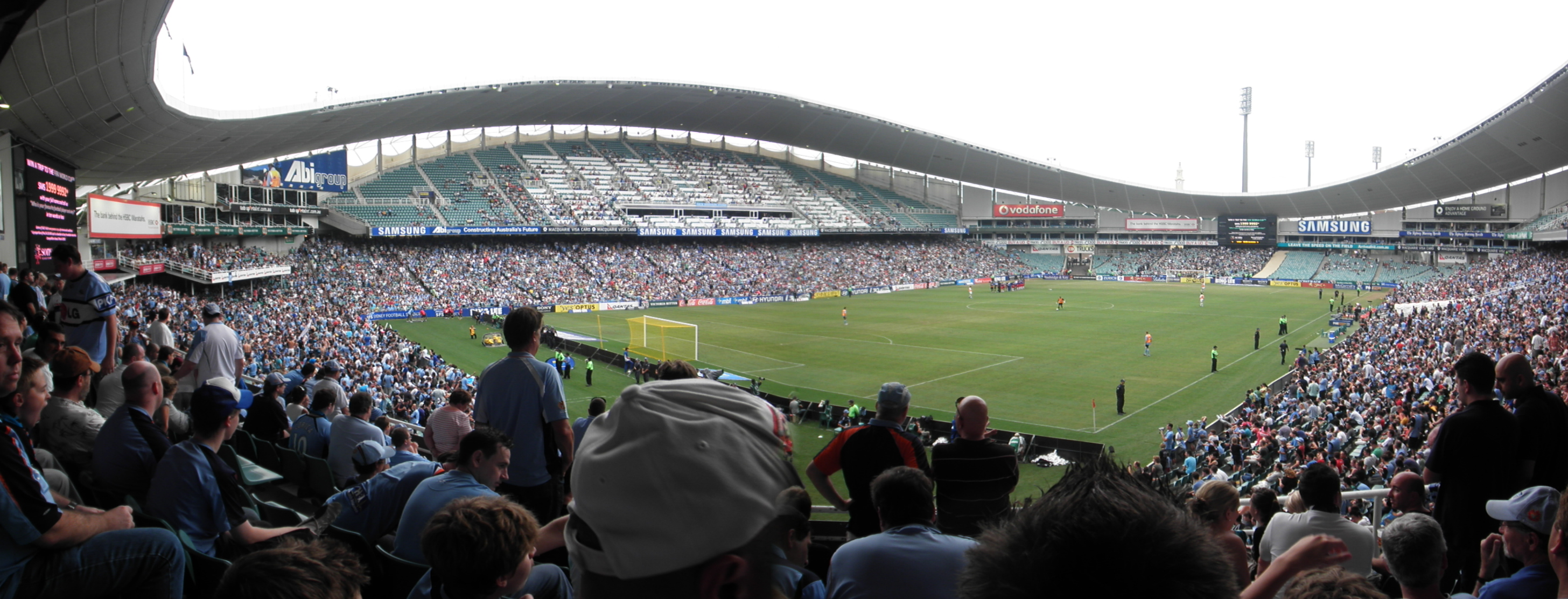
Drużyna Sydney FC pokonuje Melbourne Victory
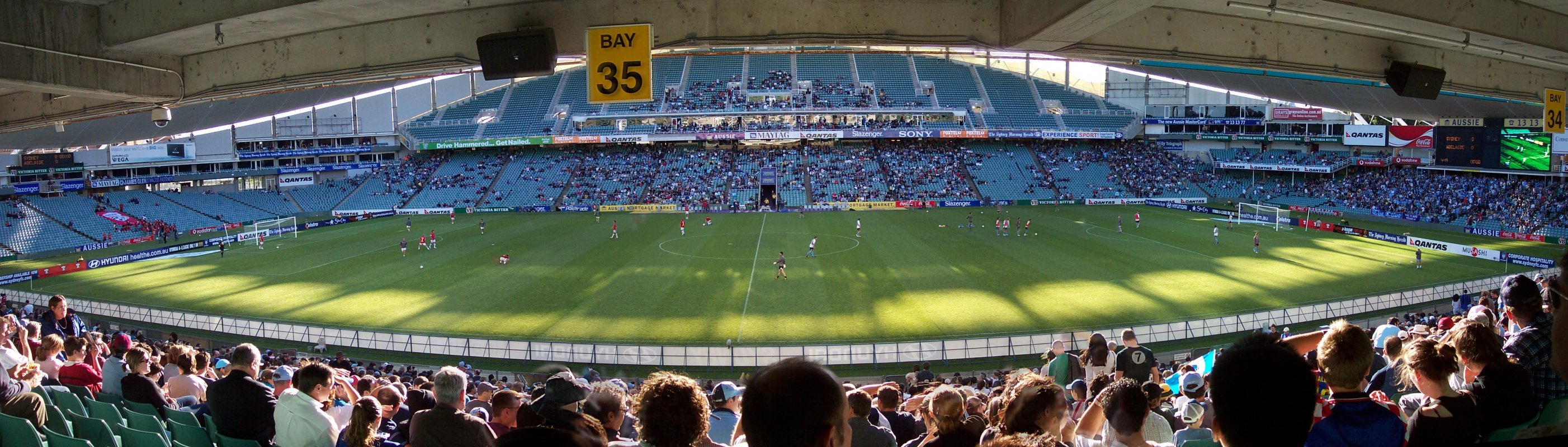
Panorama stadionu
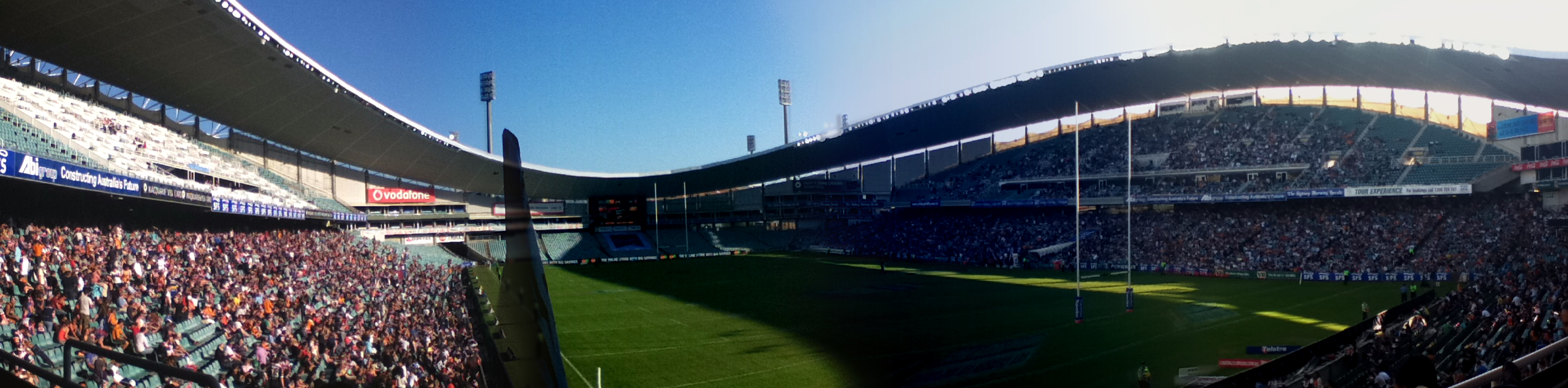
Panorama stadionu2